# Solenobia lichenum
Solenobia lichenum är en fjärilsart som beskrevs av Franz Paula von Schrank 1782. Solenobia lichenum ingår i släktet Solenobia och familjen säckspinnare. Inga underarter finns listade i Catalogue of Life.